# Mitsugu Nomura
Mitsugu Nomura (Prefectura de Hokkaido, Japó, 21 de novembre de 1956) és un exfutbolista japonès.

## Selecció japonesa
Mitsugu Nomura va disputar 12 partits amb la selecció japonesa.